# 喜马拉雅狼蛛
喜马拉雅狼蛛（学名：Lycosa himalayaensis）为狼蛛科狼蛛属的动物。分布于印度以及中国大陆的西藏等地，多见于草丛。该物种的模式产地在印度。